# Kanton Orange-Est
Kanton Orange-Est (fr. Canton d'Orange-Est) je francouzský kanton v departementu Vaucluse v regionu Provence-Alpes-Côte d'Azur. Tvoří ho sedm obcí.

## Obce kantonu
- Camaret-sur-Aigues
- Jonquières
- Orange (východní část)
- Sérignan-du-Comtat
- Travaillan
- Uchaux
- Violès